# Boris Obergföll
Boris Obergföll (* 14. Dezember 1973 in Völklingen als Boris Henry) ist ein ehemaliger deutscher Leichtathlet und Olympiateilnehmer, der seit den 1990er Jahren im Speerwurf erfolgreich war. Nach einer Verletzung im Jahr 2004 beendete er seine Sportlerkarriere.

## Sportlicher Werdegang
Obergföll ist 1,93 m groß und wiegt 115 kg. Er gewann unter seinem Geburtsnamen Boris Henry bei Weltmeisterschaften zweimal die Bronzemedaille (1995, 2003) und einmal Bronze bei den Europameisterschaften 2002 in München. Er war Deutscher Meister in den Jahren 1995, 1997, 1998, 2000, 2003 und 2004. Seine persönliche Bestleistung liegt bei 90,44 m (Linz, Österreich).
Obergföll startete für den SV Saar 05 Saarbrücken. Er war Soldat bei der Sportfördergruppe der Bundeswehr Mainz und Student an der privaten Deutschen Hochschule für Prävention und Gesundheitsmanagement in Saarbrücken im Studiengang „Bachelor in Fitnessökonomie“. Bei den Olympischen Sommerspielen 2004 zog er sich eine Luxation der rechten Schulter zu und musste operiert werden. Daraufhin beendete er seine Karriere als Sportler.
Seit dem 1. Oktober 2008 ist Obergföll Speerwurf-Disziplintrainer für den A-/B-Kader Männer des Deutschen Leichtathletik-Verbandes (DLV). Er ist seit September 2013 mit der Speerwerferin Christina Obergföll verheiratet, deren Trainer er ist und mit der er bereits zuvor zusammengelebt hatte.

## Erfolge
- 1992: Juniorenweltmeisterschaften: Platz 2 (76,04 m)
- 1994: Europameisterschaften: Platz 11
- 1995: Weltmeisterschaften: Platz 3 (86,08 m)
- 1996: Olympische Spiele: Platz 5
- 1997: Weltmeisterschaften: Platz 6
- 1999: Weltmeisterschaften: Platz 6
- 2000: Olympische Spiele: Platz 7
- 2001: Weltmeisterschaften: Platz 6
- 2002: Europameisterschaften: Platz 3 (85,33 m)
- 2003: Weltmeisterschaften: Platz 3 (84,74 m)
- 2004: Olympische Spiele: nicht angetreten

## Ehrungen
- 2018: Trainer des Jahres im Landessportverband Baden-Württemberg[3]